# Lambertuccio Amidei

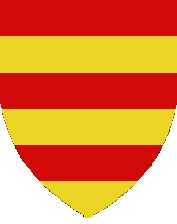
Stemma della famiglia degli Amidei

Lambertuccio Amidei (fl. XIII secolo) è stato un nobile italiano, discendente primogenito del ramo maschile della famiglia degli Amidei.

## Biografia
Si sposò con la sorella di Oderrigo de' Fifanti, dalla quale ebbe quattro figli: Amadio, Gianni, Odarrigo ed una figlia promessa sposa a Buondelmonte de' Buondelmonti. Amadio poi si ritirò e dedicò a vita religiosa, fondando un ordine nel 1233.
La figlia, che doveva maritarsi con Buondelmonte, non si sposò perché il promesso sposo scelse di sposare la figlia di Gualdrada dei Donati. Allora Lambertuccio, insieme al suo consigliere Mosca dei Lamberti ed a Oderrigo de' Fifanti, decise di uccidere Buondelmonte. Infatti, quando questi passò di fronte alla Torre degli Amidei, fu ucciso a bastonate e pugnalate dai tre, la domenica di Pasqua del 1216, mentre era diretto verso la torre dei Donati.
Dopo questo evento ci fu la divisione tra Guelfi e Ghibellini a Firenze, e da qui "nacque il vostro fleto", come dice Dante Alighieri nella Divina Commedia.